# Princeton Great Northern Railway Depot
Das Great Northern Depot in Princeton im US-Bundesstaat Minnesota ist ein ehemaliges Bahnhofsgebäude der Great Northern Railway. Das Gebäude ist in einer Kombination aus Queen Anne und jakobinischer Architektur und wurde aus örtlich gefertigten Backsteinen mit Kanten aus Sandstein gebaut. Das Bauwerk wurde 1977 in das National Register of Historic Places aufgenommen, wo es unter der Nummer 77000757 registriert ist. Das 1856 gebaute „District No 1“-Schulhaus, die erste Schule im Mille Lacs County, befindet sich nebenan.

## Bauwerk
Das 1902 an der südwestlichen Ecke von First Street und Tenth Avenue errichtete Gebäude – die Baukosten beliefen sich auf 15.594 US-Dollar (in heutigen Preisen: 507.000 $) – ersetzte eine vorherige Holzkonstruktion. Das Bauwerk hat insgesamt eine Länge von 215 Fuß (rund 65 m) und eine Höhe von 35 Fuß (rund 11 m). Die Breite betrug etwas mehr als 37 Fuß (rund 11,5 m), der eigentliche Frachtschuppen ist nur 9,3 m breit. Damit war das Gebäude seinerzeit das größte in Princeton. Die von hier verschickten Produkte waren vor allem Erzeugnisse aus Landwirtschaft und Forstwesen sowie eine beachtliche Menge von Backsteinen aus einer Ziegelei drei Kilometer nördlich des Ortes.
Der Frachtschuppen hat nur ein Stockwerk mit Satteldach, das Abfertigungsgebäude selbst hat ein zweites in den Dachgiebel eingepasstes Stockwerk, in dem sich ein Lagerraum befand. Im Erdgeschoss des Abfertigungsgebäudes sind neben Toiletten und dem Büro des Stationsleiters zwei Warteräume, getrennte für Männer und Frauen, die eine Fläche 69 m² bzw. 81 m² umfassen. Die beiden Warteräume sind durch den Durchgang von der Vorderseite des Bahnhofsgebäudes zum Bahnsteig getrennt. Der hinter dem Wartesaal für Männer liegende Frachtschuppen ist in drei Räume unterteilt. Die Abteilungen für Gepäck und Expressgut nehmen jeweils eine Länge von 18 Fuß (5,7 m) über die gesamte Breite des Frachtschuppens ein, und am Ende des Gebäudes liegt schließlich der Lagerraum für Stückgut, der eine Länge von 80 Fuß (24,6 m) hat. Die Innenausstattung des Abfertigungsgebäudes ist aus rotem Eichenholz gefertigt, und auf den Fußböden ist hartes Ahornholz verlegt. Im Frachtbereich gibt es keine umfassende Innenausstattung.
Auf der Bahnsteigseite verläuft über die gesamte Länge des Gebäudes ein aus Stein gefertigter Bahnsteig. Eine frühere hölzerne Rampe am Ende des Frachtschuppens besteht nicht mehr.

## Geschichte
Die Trasse der Great Northern Railway führte zunächst nicht durch Princeton, sondern von Minneapolis über Elk River nach St. Cloud und eine andere Strecke von St. Cloud über Milaca nach Duluth. James J. Hill forderte die örtlichen Geschäftsleute auf, 50.000 $ aufzubringen, um die Züge über Princeton fahren zu lassen. Das Geld wurde gesammelt und der Bau einer Bahnstrecke durch Princeton konnte beginnen. Das 1877 inkorporierte Princeton war zu jener Zeit ein kleines Städtchen am Rande der damals noch weiten Waldgebiete, das vor allem von Holzfällerei und Sägewerken lebte. Ende März 1886 fingen die Vermessungsarbeiten an und am 24. Oktober wurden die ersten Schienenstücke zwischen Elk River und Princeton verlegt. Da es auf der geplanten Trasse kaum Hindernisse gab, konnte der Eisenbahnverkehr bereits am 29. November 1886 aufgenommen werden. Durch die neue Verbindung verkürzte sich auch die Entfernung zwischen Minneapolis und Duluth. Zunächst verkehrten die Züge in dichter Folge, doch im November 1899 wurde die Verbindung nach Duluth auf eine weiter östlich verlaufende Trasse durch Coon Rapids, Cambridge und Brook Park verlegt.
Zu Beginn des 20. Jahrhunderts hatte sich die örtliche Wirtschaft gewandelt, und die Holzindustrie war Landwirtschaft und Leichtindustrie gewichen. Die ursprüngliche Station erwies sich als unzureichend für den Umschlag der Güter. Deswegen wurde entschieden, ein neues Stationsgebäude zu errichten. Die Arbeiten, die der Chefingenieur der Great Northern, James J. Hill, plante und leitete, begannen im September 1902. und am 30. Januar 1903 wurde das Bauwerk offiziell in Betrieb genommen.
Im Güterverkehr wurden vor allem Backsteine, Kartoffeln, Vieh und Milchprodukte umgeschlagen, wobei der Versand von Backsteinen dominierte, da die vier Ziegeleien in Princeton vor der Weltwirtschaftskrise zusammen etwa 20 Millionen Backsteine pro Jahr erzeugten. Für den Abtransport waren durchschnittlich 47 Komplettzüge mit jeweils 40 Waggons notwendig. Die Kartoffelernte ergab Anfang der 1920er Jahre jährlich bis zu 2000 Wagenladungen, die vor allem in die Südstaaten verschickt wurden. Hinzu kamen, in geringerem Maße, der Umschlag von Butter, Käse, Geflügel und Mehl.
Die Verkehrsbedienung auf der Strecke im Personenverkehr wurde schlechter, und 1908 wurden die besseren Wagenklassen durch einfachere Wagen ersetzt. Die Bahnpostverbindung wurde 1930 eingestellt, und der Personenverkehr endete 1952. Der Güterverkehr wurde noch bis 1976 fortgeführt, doch dann wurde die Strecke aufgelassen.

## Gegenwart

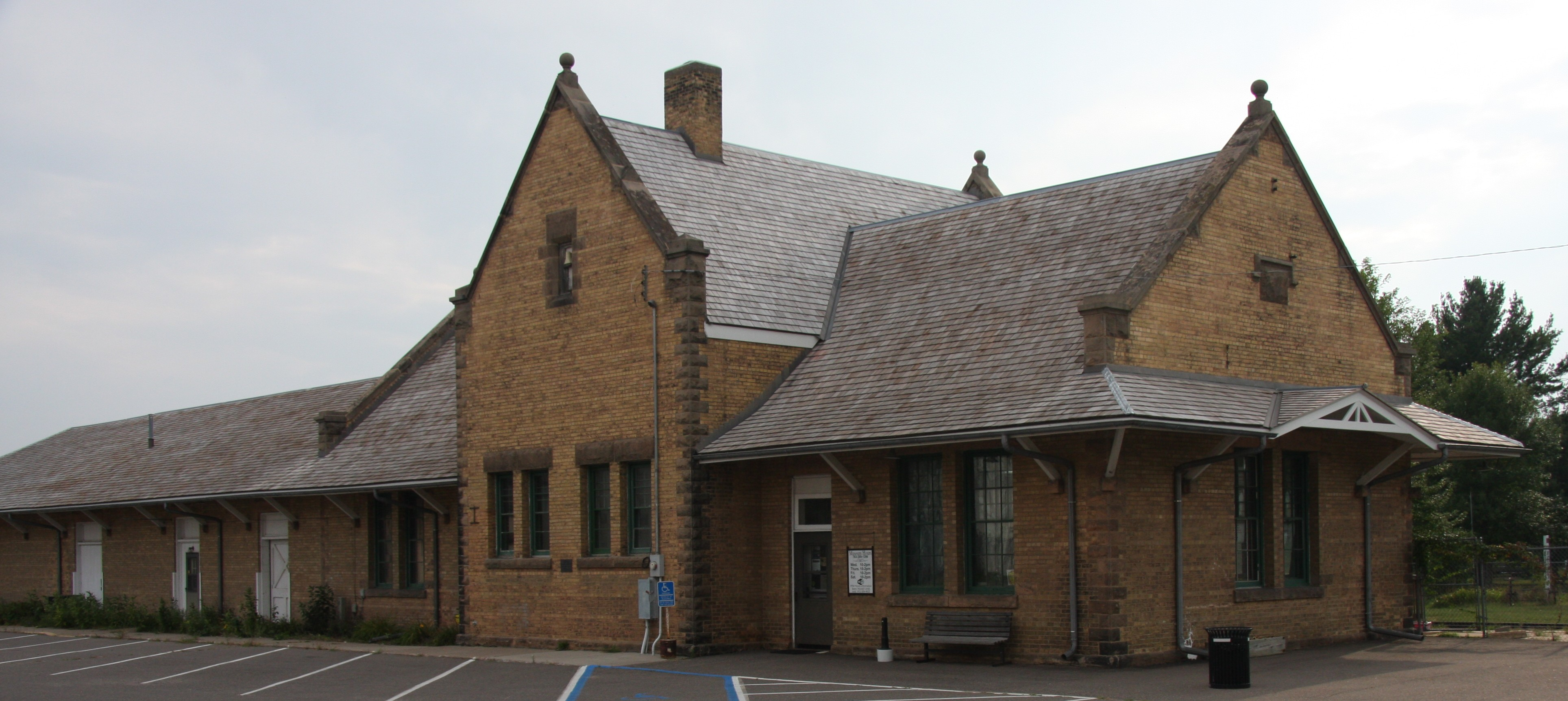
Straßenseite des früheren Bahnhofsgebäudes

Der frühere Bahnhof beherbergt heute das Mille Lacs County Historical Society Depot Museum; einige alte Eisenbahnwagen sind auf Gleisstücken neben dem Gebäude abgestellt.
Zu den vorhandenen Fahrzeugen gehören ein 1924 gebautes Wilcox-Feuerwehrfahrzeug, ein 1925er hölzerner gedeckter Güterwagen der Milwaukee Road sowie ein Kühlwagen derselben Gesellschaft, ein Flachwagen der Burlington Northern und eine stählerne Caboose der Burlington Northern, jeweils aus dem Jahr 1963.